# 菲尔·内维尔
菲利普·约翰·“菲尔”·内维尔（英語：Philip John "Phil" Neville，1977年1月21日—）是一名已退役英格蘭職業足球員，司職後衛或防守中場。現为美职联球队波特蘭伐木者的主教练。
菲臘·尼維利出身英超球會曼聯，曾是英格蘭國家隊成員，主要是一名防守球員，由於左右兩腳都可以擅用，因此可出任左右二閘位置，亦可出任防守中場一職，曾被譽為曼聯的全能球员，不過亦因未能長時間出任正選而選擇離開曼聯。他全面的防守技巧得到不少球評家讚賞，相反亦有人批評他太多不必要的犯規。他是前曼聯隊長的弟弟，而自己亦在愛華頓擔任隊長。

## 生平

### 球會
曼聯
菲臘·尼維利於1994年首次為曼聯披甲上陣，在往後的數年間，他時以左右後衛的身份為球隊上陣，更一直是曼聯正選左後衛丹尼斯·埃尔文的第一替補球員，不過始終未能奪得正選席位。由於菲臘·尼維利踢法全面，他一度被安排出任左中場位置，但始終因未能適應而再次失掉正選。
其後隨著老將丹尼斯·埃尔文離隊，菲臘·尼維利承繼了3號球衣，曾經一段時間擔任球隊的正選左後衛。可惜，隨著的加盟，以及後來隊中的新秀冒起，菲臘·尼維利又再一次失掉首发位置。後來主教练弗格森把他改造成一名防守中場，他曾於一段短時間內有不錯的表現，可惜最後仍然無法敵過，等球員，始終未能成為長期首发球员。，及後時間更連防守中場的首席替補位置亦被奪去。在2004/05年球季赛季末期，菲尔·内维尔甚至經常未能奪得一個後備席位，他亦因此於2005年8月轉投愛華頓，尋求更多上场機會。菲尔·内维尔共為曼聯上陣386場，射入8球。
愛華頓
在愛華頓，菲尔·内维尔成為了球隊的正選，他亦按球隊所需於不同位置上陣，他勇敢、因應球隊所需而遷就出任位置的忠誠，深得愛華頓領隊大衛·莫耶斯的歡心。在2006/07年赛季季初，他接任了球隊代隊長一職，暫代原本隊長大衛·華亞的職位。於2007年1月，由於愛華頓隊長華亞離隊，菲臘·尼維利正式成為了球隊的隊長，亦令這個英超賽季的兩支球隊：曼聯及愛華頓分別由兩兄弟出任隊長領軍作賽。
將於2012年夏季合約屆滿的菲臘·尼維利在2011年8月21日與愛華頓延長一年合約，留隊至2013年夏季。2013年4月9日，他宣佈將在合約完結後離隊。

### 國家隊
由於在球會未能得到長時間的上场機會，因此直接影響了菲臘·尼維利於英格蘭國家隊的上场機會。他於1998年世界盃並未入選前往法国的大名单。隨後的2000年歐洲國家盃，菲臘·尼維利成為了球隊正選左閘，卻於最後一場分組賽對羅馬尼亞的補時階段犯下天條，球隊於点球大战中一分惜败，最後令英格蘭恥辱性地於分組賽直接出局，之後國內的傳媒以及球迷大肆抨擊這名後防球員，認為他是球隊出局的罪人。後來阿什利·科尔及的冒起，一度令菲臘·尼維利連入選的機會也沒有，因此2002年世界盃以及2006年世界盃菲臘·尼維利也未有參賽。

## 榮譽

### 球員
曼聯
- 英格蘭超級聯賽冠軍: 1995–96, 1996–97, 1998–99, 1999–2000, 2000–01, 2002–03[3]
- 英格蘭足總盃: 1995–96, 1998–99, 2003–04[4]
- 英格蘭社區盾: 1996, 1997, 2003[5]
- 歐洲聯賽冠軍盃: 1998–99[6]
- 洲際盃: 1999[6]

個人
- 吉米·墨菲年度最佳年輕球員: 1993–94[7]

### 領隊
英格蘭國家女子隊
- 她相信盃: 2019[8]

個人
- 國際足協最佳女子教練獎得主第三名：2019

## 外部連結
- Phil Neville Caricature
- 足球数据库：菲尔·内维尔的球员统计数据
- TheFA.com profile （页面存档备份，存于）
- Premier League profile （页面存档备份，存于）
- 菲尔·内维尔於曼聯期間比賽統計紀錄 （页面存档备份，存于）